# Біжеїч Семен Михайлович
Семе́н Миха́йлович Біже́їч (нар. 1837 — пом. 21 серпня (2 вересня) 1900, Псковська губернія) — російський оперний співак (баритон) і педагог, соліст Київської опери в 1867—1874 роках, соліст Одеської опери.

## Життєпис
Закінчив юридичний факультет Петербурзького університету.
Вокальну освіту здобув у Петербурзі у П'єтро Репетто та в Мілані у Артуро Буцці й Себастьяно Ронконі.
Артистичну діяльність розпочав в Італії, де співав кілька сезонів.
- 1863—1864 — соліст Маріїнської опери в Петербурзі.

- 1864—1865 — соліст Большого театру в Москві.

- 1867—1874 — соліст Київської опери. Співав також на сцені Одеської опери.

- 1881—1900 — професор Московського музично-драматичного училища Московського філармонічного товариства. Серед його учнів: О. Золотницька, С. Гарденін, М. Іллющенко, С. Барсуков та інші. Слухав Л. В. Собінова при його вступі в училище.[3]

Виступав у камерних концертах. Його репертуар складали твори Михайла Глінки, Цезаря Кюї, Алессандро Страделли.

## Партії
- Руслан («Руслан і Людмила» Глінки)
- Жермон («Травіата» Верді, перше виконання в Большому театрі)
- Мефістофель («Фауст» Гуно)
- Фігаро («Севільський цирульник» Россіні)
- ді Луна («Трубадур» Верді)